# Passeport thaïlandais
Le passeport thaïlandais est un document de voyage international délivré aux ressortissants thaïlandais, et qui peut aussi servir de preuve de la citoyenneté thaïlandaise.